# August Makalakalane
August Makalakalane (ur. 15 września 1965) – południowoafrykański piłkarz występujący na pozycji napastnika. Trener piłkarski.

## Kariera klubowa
Makalakalane karierę rozpoczynał w 1984 roku w zespole Jomo Cosmos. W 1987 roku zdobył z nim mistrzostwo Południowej Afryki. W 1989 roku przeszedł do szwajcarskiego FC Zürich, grającego w drugiej lidze. W sezonie 1989/1990 awansował z nim do pierwszej ligi. W trakcie sezonu 1992/1993 odszedł stamtąd do drugoligowego FC Baden. Występował tam do 1995 roku, a potem wrócił do FC Zürich. Spędził tam sezon 1995/1996, a następnie ponownie przeszedł do FC Baden, gdzie grał w sezonie 1996/1997.
W 1997 roku Makalakalane wrócił do Południowej Afryki, gdzie został zawodnikiem Mamelodi Sundowns. W sezonie 1997/1998 zdobył z nim mistrzostwo Południowej Afryki oraz Puchar Południowej Afryki. W sezonie 1998/1999 występował w drużynie Wits University, po czym zakończył karierę.

## Kariera reprezentacyjna
W latach 1992–1996 w reprezentacji Południowej Afryki Makalakalane rozegrał 14 spotkań. W 1996 roku został powołany do kadry na Puchar Narodów Afryki. Zagrał na nim w meczach z Kamerunem (3:0) i Egiptem (0:1), a Południowa Afryka została zwycięzcą turnieju.